# Lois Capps
Lois Ragnhild Grimsrud Capps wcześniej Lois Ragnhild Grimsrud (ur. 10 stycznia 1938 w Ladysmith) – amerykańska polityczka, członkini Partii Demokratycznej.

## Działalność polityczna
W okresie od 17 marca 1998 do 3 stycznia 2003 przez trzy kadencje była przedstawicielką 22 okręgu, następnie przez pięć kadencji przedstawicielką 23. okręgu, a od 3 stycznia 2013 do 3 stycznia 2017 przez dwie kadencje była przedstawicielką 24. okręgu wyborczego w stanie Kalifornia w Izbie Reprezentantów Stanów Zjednoczonych.

## Życie prywatne
Od 1960 była żoną Waltera Cappsa.